# 皮隆 (巴拿马)
皮隆是巴拿马贝拉瓜斯省蒙蒂霍区的一个城市，2010年是人口为890。 该市2000年时人口为505，1990年时人口为541。